# Sompolno
Sompolno is een stad in het Poolse woiwodschap Groot-Polen, gelegen in de powiat Koniński. De oppervlakte bedraagt 6,21 km², het inwonertal 3700 (2005).